# Ernő Nagy (Fechter)
Ernő Nagy (* 2. August 1898 in Facsád; † 8. Dezember 1977 in Budapest) war ein ungarischer Fechter.

## Leben
Ernő Nagy nahm am Ersten Weltkrieg als Offizier teil und schloss sich nach dessen Ende dem Magyar AC Budapest an, um dort zu fechten. Er focht sowohl mit dem Säbel als auch mit dem Florett. Bei den Olympischen Spielen 1932 in Los Angeles blieb Ernő Nagy mit der ungarischen Säbel-Equipe im gesamten Turnierverlauf ungeschlagen und wurde zusammen mit Aladár Gerevich, Endre Kabos, Gyula Glykais, Attila Petschauer und György Piller daher Olympiasieger. Auf nationaler Ebene wurde er sechsmal ungarischer Mannschaftsmeister sowie 1933 ungarischer Meister mit dem Säbel. 1938 beendete er seine Fechtkarriere und begann als Cheftrainer der Fechtsektion seines Vereins zu arbeiten.